# Sclerocroton cornutus
Sclerocroton cornutus là một loài thực vật có hoa trong họ Đại kích. Loài này được (Pax) Kruijt & Roebers miêu tả khoa học đầu tiên năm 1996.